# Bangu Atlético Clube
Il Bangu Atlético Clube è una società calcistica brasiliana di Rio de Janeiro, fondata nel 1904.

## Storia

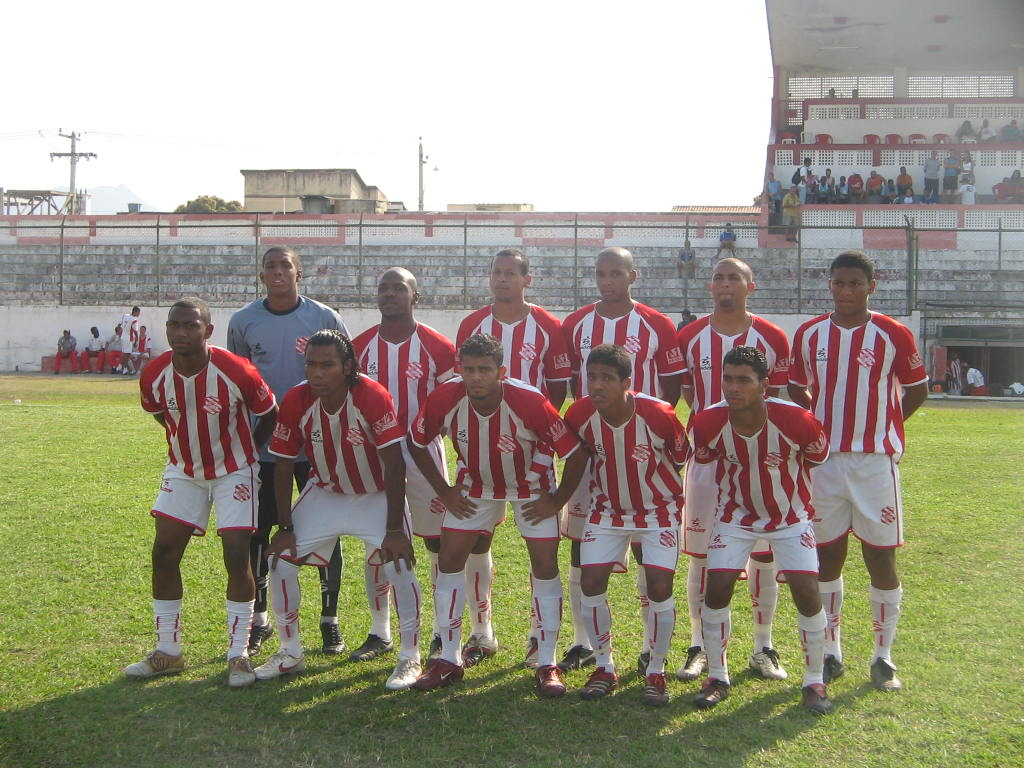
La squadra del 2007

Il club nacque nella Fábrica Bangu, situata nell'omonimo quartiere della zona ovest di Rio de Janeiro. Nel dicembre 1903, l'inglese Andrew Procter, sostenuto dai colleghi, iniziò a pensare alla fondazione di un club, che avvenne il 17 aprile 1904.
La prima partita ebbe luogo 24 luglio 1904, contro il Rio Cricket and Athletic Association, club di Niterói, e terminò con la sconfitta del Bangu per 5-0, e la seconda partita fu una vittoria per 6-0 contro l'Andaraí. Nel 1905, il Bangu fu tra i fondatori della Federazione calcistica di Rio de Janeiro.
Nel Campionato Carioca 1916 il Bangu giunse al secondo posto a pari merito con il Botafogo; negli anni venti, debuttò Domingos da Guia e Claudionor Corrêa, Américo Pastor e José de Mattos, furono convocati in Nazionale per il Campeonato Sudamericano de Football 1921, ma essendo operai nella fabbrica non ottennero il permesso di recarsi in Argentina per partecipare alla competizione.
Nel 1933, il Bangu vinse il Campionato Carioca con sette vittorie, due pareggi e una sconfitta; in finale sconfisse il Fluminense per 4-0. Tra i più importanti giocatori della storia del club ci fu Zizinho, che vinse il Torneio Início del 1950 e il Torneio Início do Torneio Rio-São Paulo nel 1951, in finale contro l'América. Nel 1959 il Bangu giunse al secondo posto nel campionato statale alla pari con il Botafogo, e i due club si disputarono la qualificazione alla Taça Brasil.

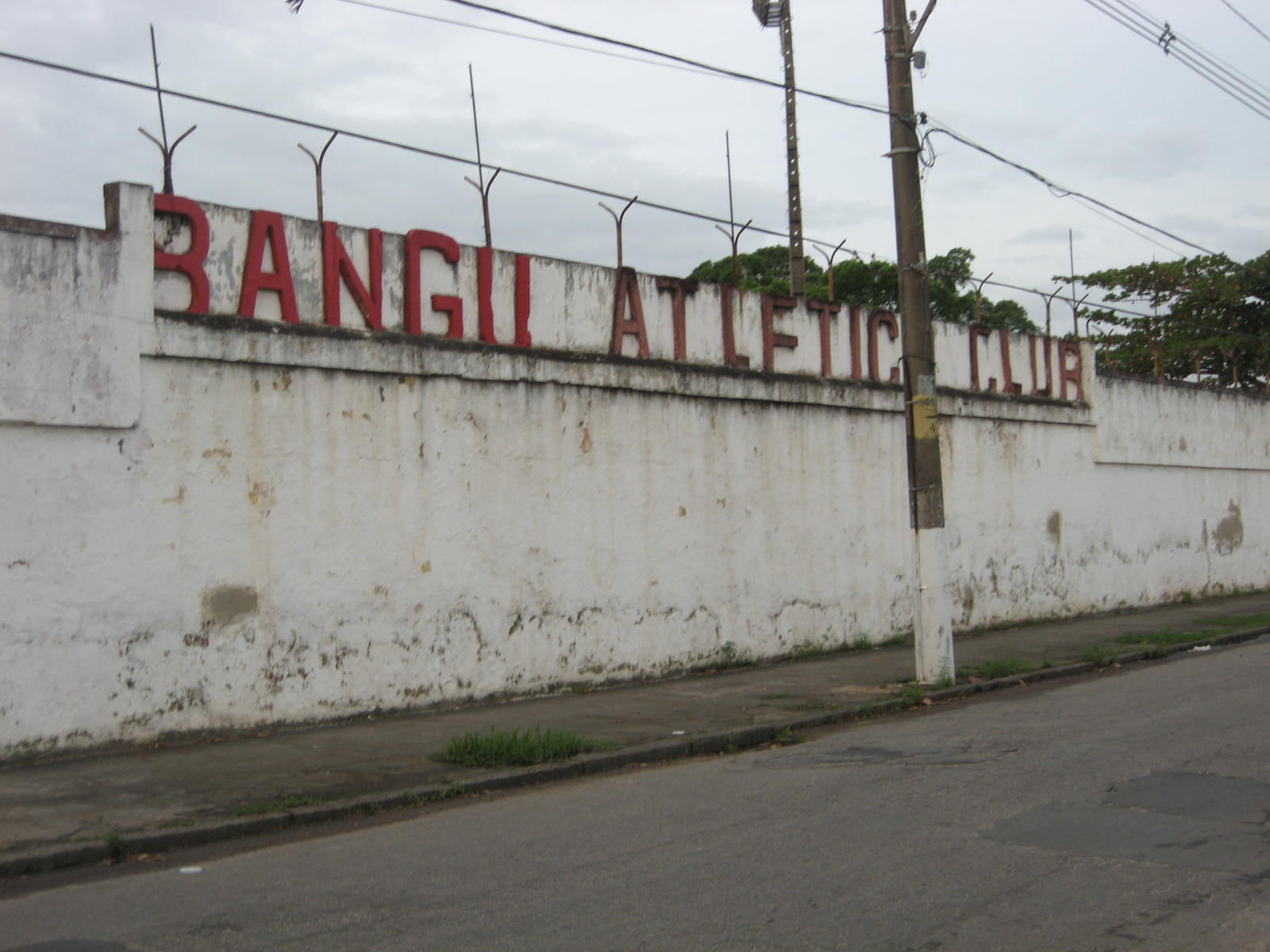
La sede.

Dopo due secondi posti nel 1964 e 1965, vinse il titolo del Campionato Carioca nel 1966 con quindici vittorie, due pareggi ed una sconfitta. La finale fu segnata da una rissa causata da Almir Pernambuquinho del Flamengo.
Nel 1967 il Bangu giunse ancora al secondo posto del Campionato Carioca, perdendo la finale contro il Botafogo per 2-1.
Nell'estate 1967 il club disputò il campionato nordamericano organizzato dalla United Soccer Association: accadde infatti che tale campionato fu disputato da formazioni europee e sudamericane per conto delle franchigie ufficialmente iscritte al campionato, che per ragioni di tempo non avevano potuto allestire le proprie squadre. Il Bangu rappresentò gli Houston Stars, che concluse la Western Division, con 4 vittorie, 4 pareggi e 4 sconfitte, al quarto posto finale. La finale vide i Washington Whips, rappresentati dall'Aberdeen, cedere ai Los Angeles Wolves, rappresentati dai Wolverhampton.
Il 14 marzo 1970 la squadra pareggiò con il Brasile futuro campione a Messico 1970. Nel 1985 arrivò al secondo posto nel campionato nazionale, perdendo la finale con il Coritiba ai rigori.
Nel 1986, il Bangu partecipò per la prima volta alla Coppa Libertadores, non riuscendo però a vincere nessuna partita. Del 1988 invece è l'ultima partecipazione alla massima serie brasiliana, allora denominata Copa União.
Ladislau da Guia, fratello di Domingos da Guia e zio di Ademir da Guia, è il miglior marcatore del Bangu, con 217 gol segnati. Nel 2001, il Bangu vinse la Medalha Tiradentes, per essere stato il primo club in Brasile a schierare giocatori di colore, fatto avvenuto nel 1905. Nel 2004 fu retrocesso nella Série B del campionato Carioca, tornando in massima serie solo nel 2008.

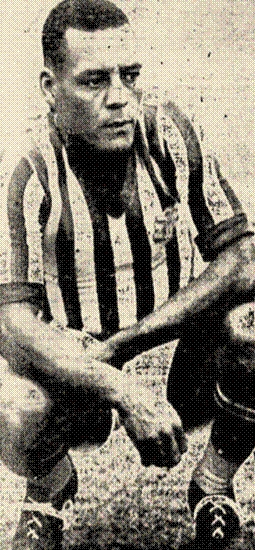
Ladislau da Guia, capocannoniere del club con 229 gol in 333 partite

## Palmarès

### Competizioni statali
- Campionato Carioca: 2

1933, 1966
- Torneio Início do Rio de Janeiro: 4

1934, 1950, 1955, 1964
- Torneio Início do Rio-São Paulo: 1

1951

### Competizioni giovanili
- Campionato Carioca Sub-20: 4

1952, 1953, 1959, 1987

### Altri piazzamenti
- Campionato brasiliano:

Secondo posto: 1985
- Campionato Carioca:

Secondo posto: 1951 (Torneo Municipal), 1951, 1964, 1965, 1967, 1985
Terzo posto: 1916, 1921, 1950, 1953, 1959, 1963, 1983, 1987
Semifinalista: 2002, 2019
- Torneo Rio-San Paolo:

Terzo posto: 1951